# Angelo Furlan

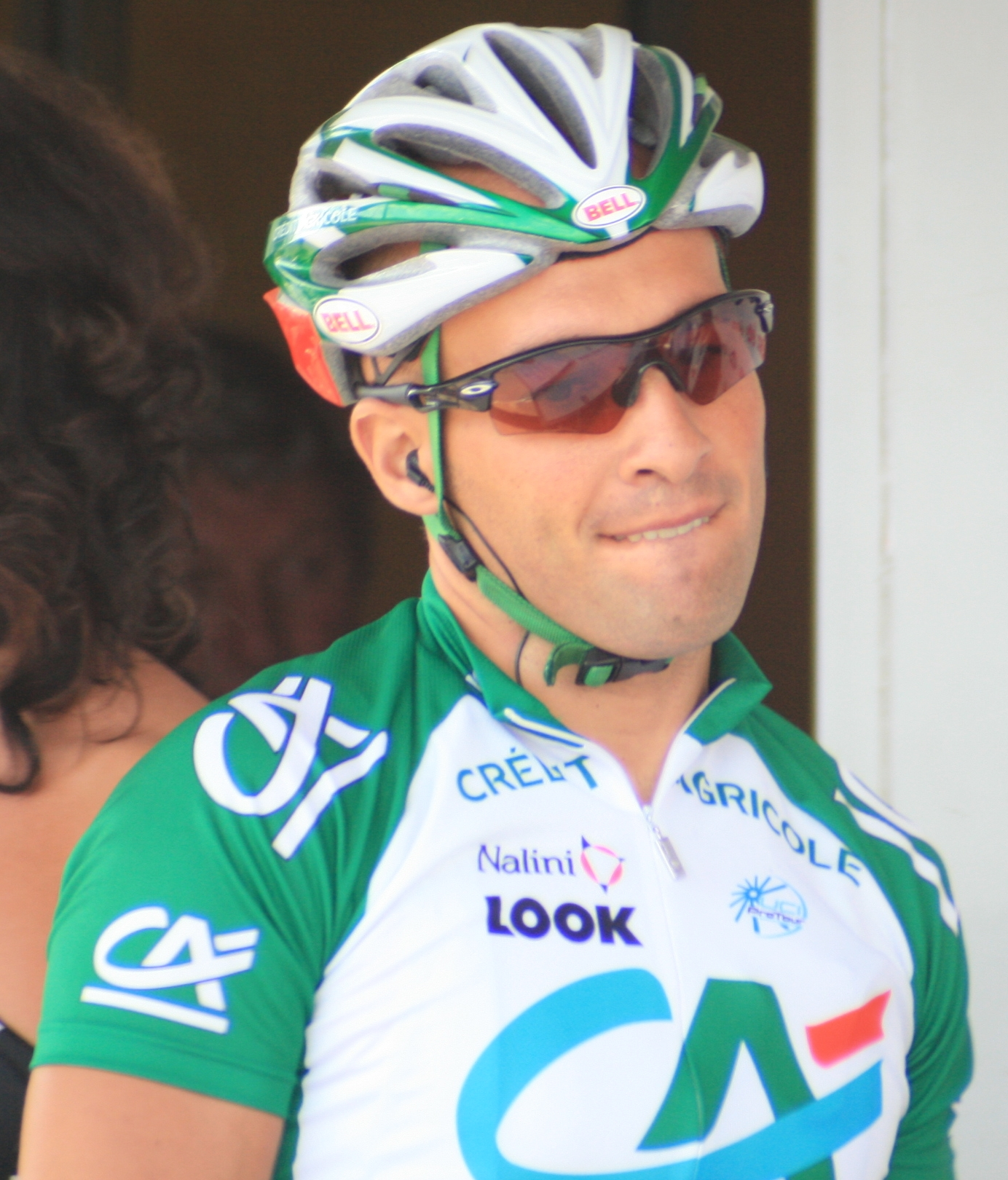
Angelo Furlan (2008)

Angelo Furlan (* 21. Juni 1977 in Arzignano, Italien) ist ein ehemaliger italienischer Radrennfahrer.
Furlan wurde 2001 Profi beim Radsportteam Alessio. Seine häufigsten und größten Erfolge erzielte er im Sprint, darunter auch seine zwei Etappensiege 2002 bei der Vuelta a España 2002. In den Jahren 2007 bis 2010 fuhr er für die UCI ProTeams Crédit Agricole und Lampre. Ende der Saison 2013 beendete er seine Karriere als Berufsradfahrer beim dänischen Continental Team Christina Watches-Onfone.

## Erfolge
2001
- eine Etappe Polen-Rundfahrt

2002
- zwei Etappen Vuelta a España

2004
- Coppa Bernocchi

2007
- eine Etappe Étoile de Bessèges
- eine Etappe Circuit Cycliste Sarthe

2008
- eine Etappe Étoile de Bessèges
- eine Etappe Volta ao Santarém
- eine Etappe Polen-Rundfahrt

2009
- eine Etappe Critérium du Dauphiné Libéré
- eine Etappe Polen-Rundfahrt

2011
- Tallinn-Tartu Grand Prix
- drei Etappen Serbien-Rundfahrt

2012
- Mannschaftszeitfahren Tour of China I

2013
- eine Etappe Tour of Estonia

## Grand-Tour-Platzierungen
| Grand Tour            | 2002 | 2003 | 2004 | 2005 | 2006 | 2007 | 2008 | 2009 | 2010 |
| --------------------- | ---- | ---- | ---- | ---- | ---- | ---- | ---- | ---- | ---- |
| Giro d’ItaliaGiro     | 128  | DNF  | 128  | –    | –    | 116  | –    | –    | –    |
| Tour de FranceTour    | –    | DNF  | –    | DNF  | –    | –    | –    | DNF  | –    |
| Vuelta a EspañaVuelta | 121  | 150  | DNF  | DNF  | –    | DNF  | –    | –    | 136  |

## Teams
- 2001–2003: Alessio
- 2004: Alessio-Bianchi
- 2005: Domina Vacanze
- 2006: Selle Italia-Serramenti Diquigiovanni
- 2007: Crédit Agricole
- 2008: Crédit Agricole
- 2009: Lampre-NGC
- 2010: Lampre-Farnese Vini
- 2011: Christina Watches-Onfone
- 2012: Christina Watches-Onfone
- 2013: Christina Watches-Onfone